# Panicum latissimum
Panicum latissimum är en gräsart som beskrevs av Spreng.. Panicum latissimum ingår i släktet vipphirser, och familjen gräs. Inga underarter finns listade i Catalogue of Life.